# Parasyrisca guzeripli
Parasyrisca guzeripli Ovtsharenko, Platnick & Marusik, 1995 è un ragno appartenente alla famiglia Gnaphosidae.

## Etimologia
Il nome della specie deriva da una delle località di rinvenimento degli esemplari: il monte caucasico Guzeripl; a detta del descrittore, sarebbe un'arbitraria combinazione di lettere.

## Caratteristiche
L'olotipo maschile rinvenuto ha lunghezza totale è di 4,95mm; la lunghezza del cefalotorace è di 2,40mm; e la larghezza è di 1,88mm.

## Distribuzione
La specie è stata reperita nella Russia caucasica: l'olotipo maschile e l'allotipo femminile sono stati rinvenuti a 2300 metri di altitudine nei pascoli alpini del monte Pseashkho, nella Caucasian State Nature Biosphere Reserve, appartenente al territorio di Krasnodar.

## Tassonomia
Al 2015 non sono note sottospecie e dal 1995 non sono stati esaminati nuovi esemplari.